# Ahmose-Ankh
Ahmose-Ankh (prima del 1527 a.C. – prima del 1525 a.C.) è stato un principe egizio all'inizio della XVIII dinastia.
Fu figlio del faraone Ahmose I (regno: 1549 - 1525 a.C.), fondatore della XVIII dinastia e del Nuovo Regno, e della "Grande sposa reale" Ahmose Nefertari. Nacque prima del 22º anno di regno del padre (dal momento che compare su una stele con tale data, chiamata "Stele della donazione"). Fu Principe ereditario ma, in giovane età, premorì al padre: così, il faraone successivo fu suo fratello Amenofi. Sua sorella fu Ahmose Meritamon. Sulla "Stele della donazione", conservata al Museo di Luxor, il principe Ahmose-Ankh compare insieme ai regali genitori. Secondo alcuni studiosi Ahmose-Ankh sarebbe il principe Ahmose-Sipair.

Sulla "Stele della Donazione" il suo nome compare solamente come "Ahmose", scritto all'interno di un cartiglio. Il nome di "Ahmose-Ankh" è dovuto alla presenza, davanti al cartiglio, del simbolo ankh della vita, traducibile come "Ahmose il vivente", a indicare che il principe era ancora vivo quando il suo nome fu inscritto sulla stele. 

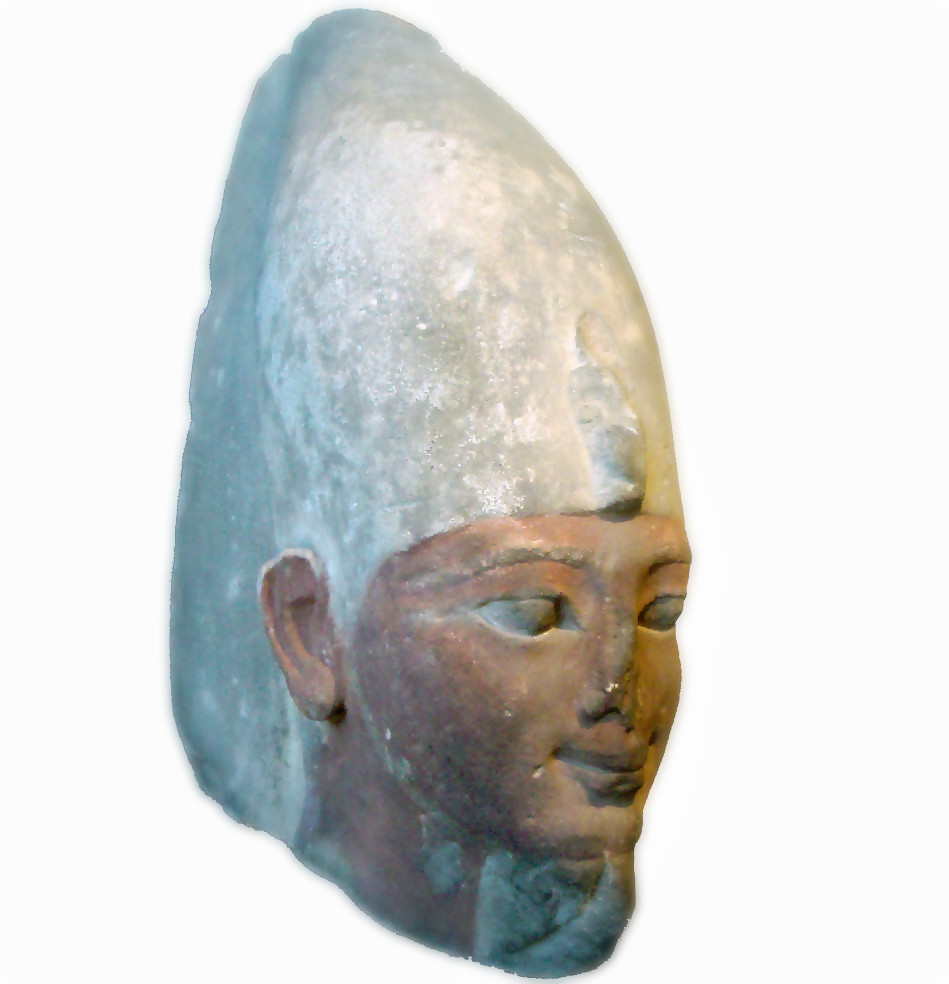
Testa di una statua di re Ahmose I, padre del principe Ahmose-Ankh. Brooklyn Museum, New York.
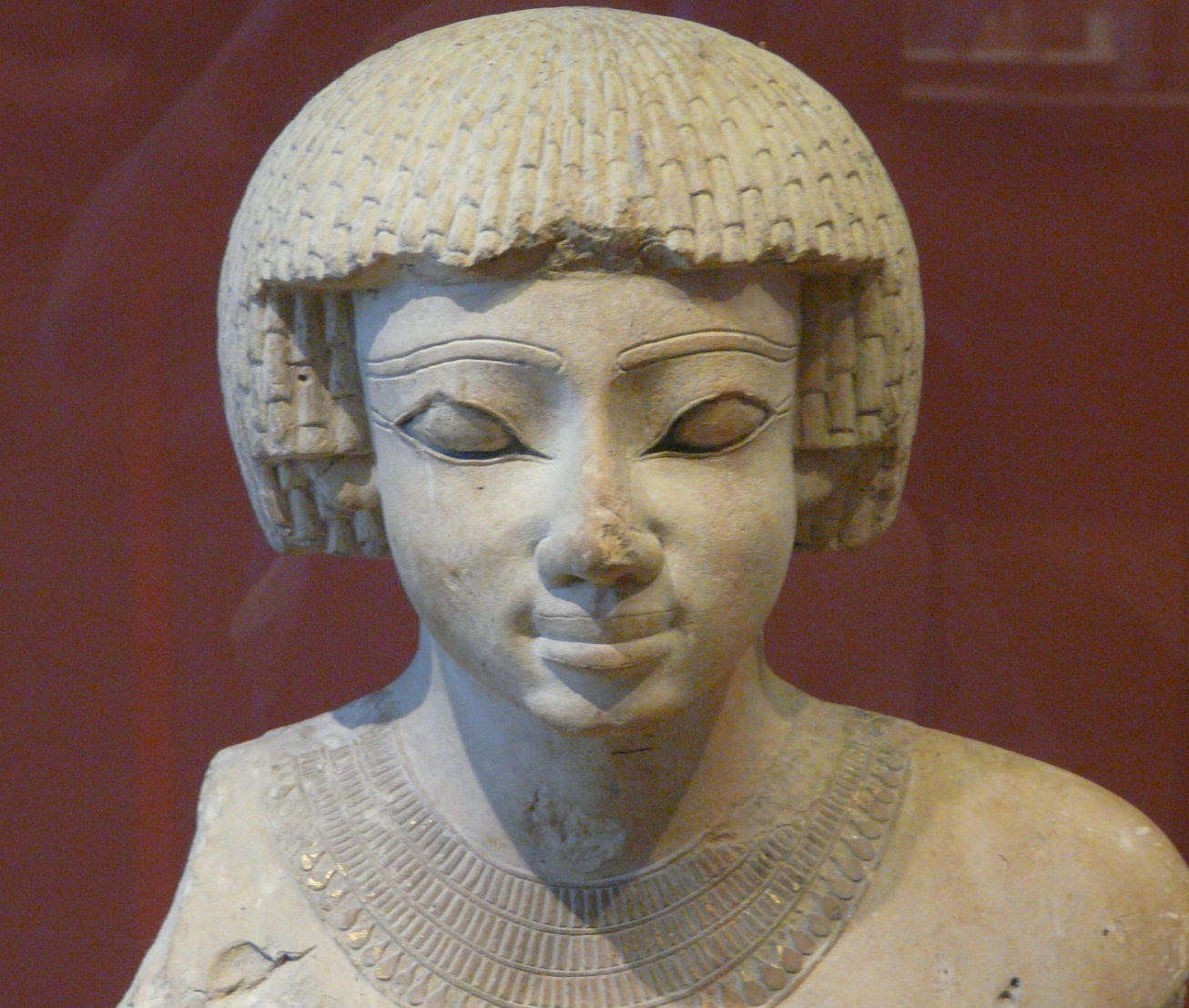
Il principe Ahmose-Sipair, che alcuni identificano con Ahmose-Ankh. Museo del Louvre, Parigi.